# Тартрат серебра
Тартрат серебра — органическое соединение,
соль серебра и винной кислоты с формулой Ag2C4H4O6,
бесцветные кристаллы,
слабо растворяется в воде,
имеет оптические изомеры.

## Получение
- Обменная реакция растворимого тартрата (напр. тартрат натрия) и нитрата серебра:

{\displaystyle {\mathsf {2AgNO_{3}+Na_{2}C_{4}H_{4}O_{6}\ {\xrightarrow {}}\ Ag_{2}C_{4}H_{4}O_{6}\downarrow +2NaNO_{3}}}}

## Физические свойства
Тартрат серебра образует бесцветные кристаллы.
Слабо растворяется в воде, 
растворяется в кислотах, растворах аммиака или цианистого калия.